# شلومو موران
شلومو موران (بالعبرية: שלמה מורן‏) هو عالم حاسوب إسرائيلي، ولد في 1947. عمل بروفيسوراً في علوم الكمبيوتر في التخنيون (وهو معهد إسرائيل للتكنولوجيا) في حيفا في إسرائيل .
حصل على درجة الدكتوراه في عام 1979 من التخنيون تحت اشراف أزاريا باز.
في عام 1993 حصل على جائزة جودل بالاشتراك مع لازلو باباي وشافي غولفاسر وسيلفيو ميكالي وشارل راكوف، لعملهم على بروتوكولات آرثر ميرلين وأنظمة الحماية التفاعلية .